# Maquilingia facialis
Maquilingia facialis är en tvåvingeart som beskrevs av Malloch 1929. Maquilingia facialis ingår i släktet Maquilingia och familjen lövflugor. Inga underarter finns listade i Catalogue of Life.